# آلفونسو گونسالس
آلفونسو گونسالس (اسپانیایی: Alfonso González‎؛ زادهٔ ۵ سپتامبر ۱۹۹۴) بازیکن فوتبال اهل مکزیک است.
از باشگاه‌هایی که در آن بازی کرده‌است می‌توان به باشگاه فوتبال اطلس اشاره کرد.
وی همچنین در تیم‌های ملی فوتبال زیر ۲۳ سال مکزیک، و مکزیک بازی کرده‌است.